# ريكسون غراسي
ريكسون غراسي (تلفظ برتغالي: /ˈʁiksõ ˈɡɾejsi/؛ مواليد 21 نوفمبر 1959) هو حامل الحزام الأحمر من الدرجة التاسعة في غراسي جيو جيتسو ومقاتل فنون القتال المختلطة مُعتزل. وهو عضو في عائلة غراسي: الابن الأكبر الثالث لهيليو غراسي، وشقيق روريون وريلسون غراسي، والأخ غير الشقيق لرولكر ورويس وروبن ورويلر غراسي.

## وصلات خارجية
- ريكسون غراسي على موقع شيردوغ (الإنجليزية)
- ريكسون غراسي على موقع IMDb (الإنجليزية)
- ريكسون غراسي على موقع قاعدة بيانات الفيلم (الإنجليزية)